# Manjinac
Manjinac (cyr. Мањинац) – wieś w Serbii, w okręgu zajeczarskim, w gminie Knjaževac. W 2011 roku liczyła 70 mieszkańców.